# 烈士广场 (的黎波里)

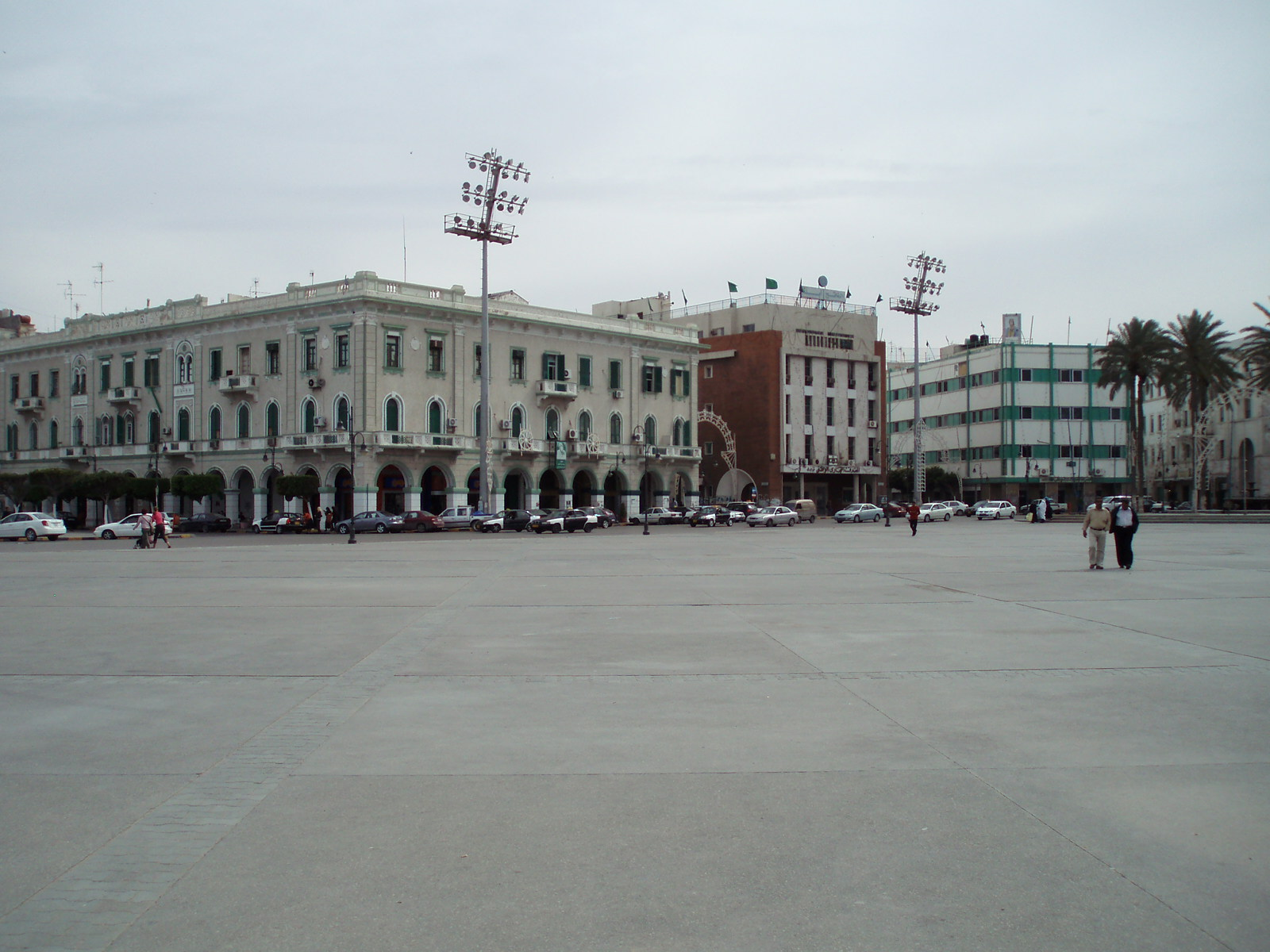
烈士广场，2007年4月

烈士广场 （阿拉伯语：‎ / ），旧称绿色广场 (阿拉伯语：‎ / ，是利比亚首都的黎波里商业中心的一个地标 ，广场周边是该市重要的商业中心。
烈士广场最早是由殖民时期意大利统治者修建，第二次世界大战之后，利比亚获得独立，把广场命名为“独立广场”。1969年9月1日，格達費领导的自由军官组织发动政变推翻伊德里斯王朝，广场随后改名为“绿色广场”。2011年8月21日，反对格達費的革命军占领广场，将其更名为“烈士广场”。

## 相关图片

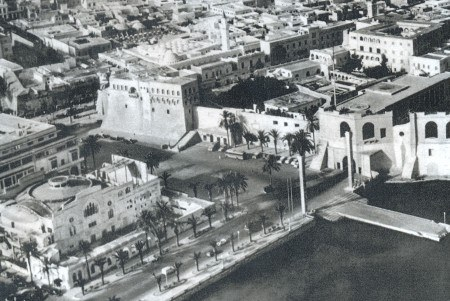
1950年代
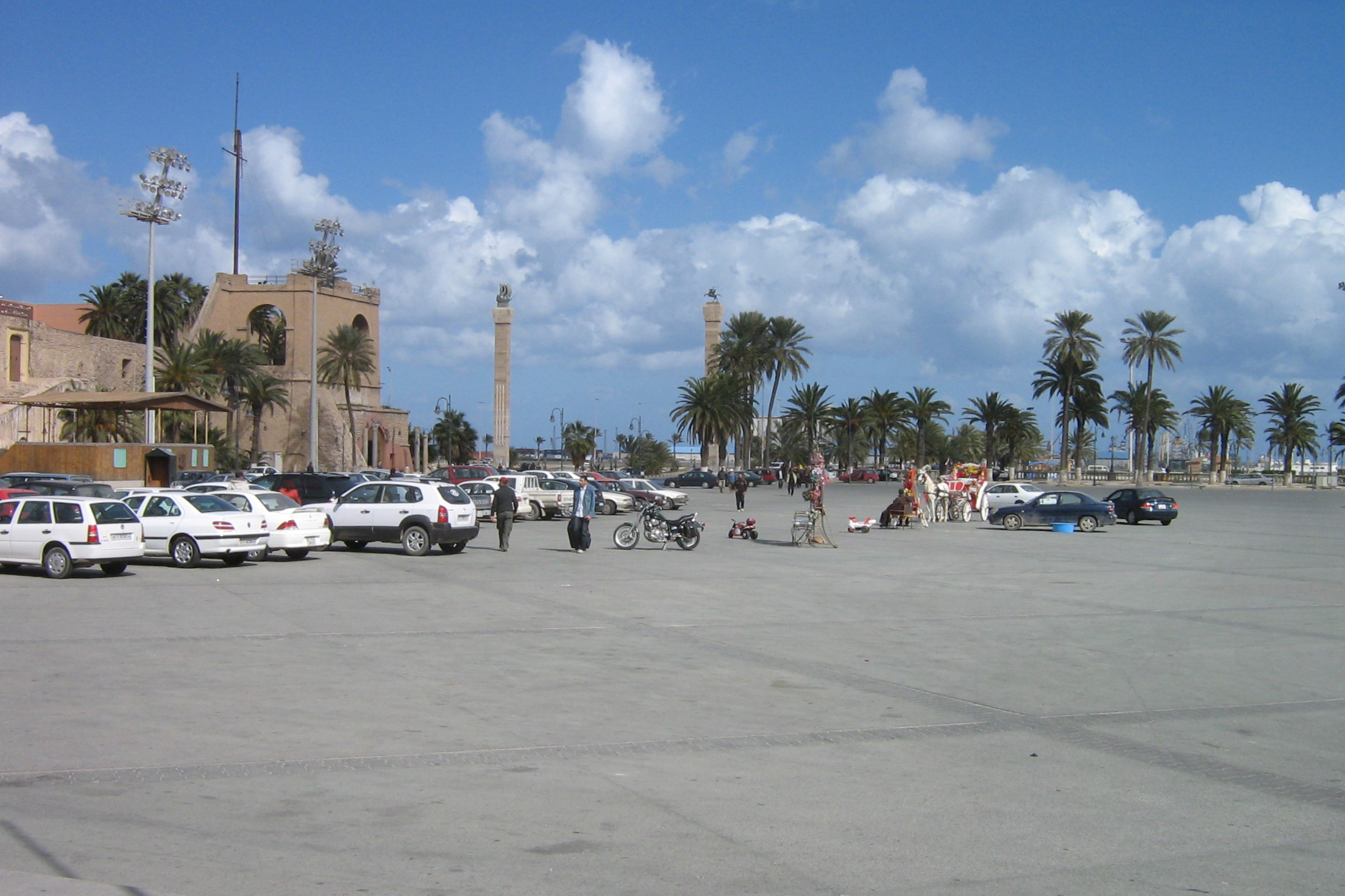
从广场北部向海边往去，左边是红城堡(Red Castle)，2008年

32°53′42″N 13°10′52″E / 32.89500°N 13.18111°E